# Pont de Rembrandt
Le pont de Rembrandt (en néerlandais : Rembrandtbrug) est un pont basculant en bois à deux bascules (dit « hollandais ») situé au centre-ville de Leyde.

## Histoire
Le pont sur la Galgewater (nl) a été construit en 1983 comme une réplique d'un pont du XVIIe siècle situé au même endroit qui avait été démoli en 1817.

## Emplacement
Le pont porte le nom du peintre Rembrandt, qui est né et a grandi à trentaine de mètres de là, dans la rue Weddesteeg qui débouche sur le côté sud de l'ouvrage. De la maison natale de Rembrandt, il ne reste plus rien, une plaque commémorative sur un immeuble moderne d'habitations marque l'emplacement de la demeure.
Au nord se trouve le moulin De put (nl), une réplique du moulin qui se trouvait à cet endroit à l'époque de Rembrandt. Le père du peintre, Harmen Gerritszoon van Rijn, possédait un moulin semblable à Weddesteeg.

## Galerie

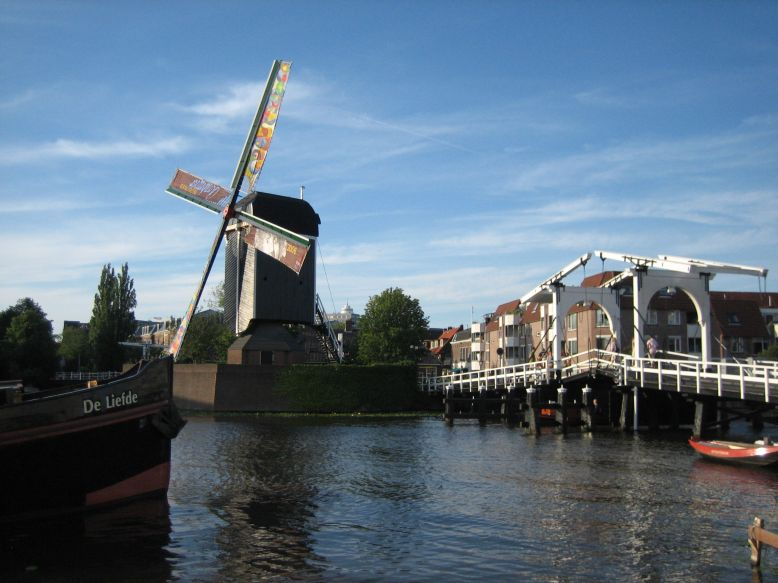
Le pont de Rembrandt avec le moulin De Put.
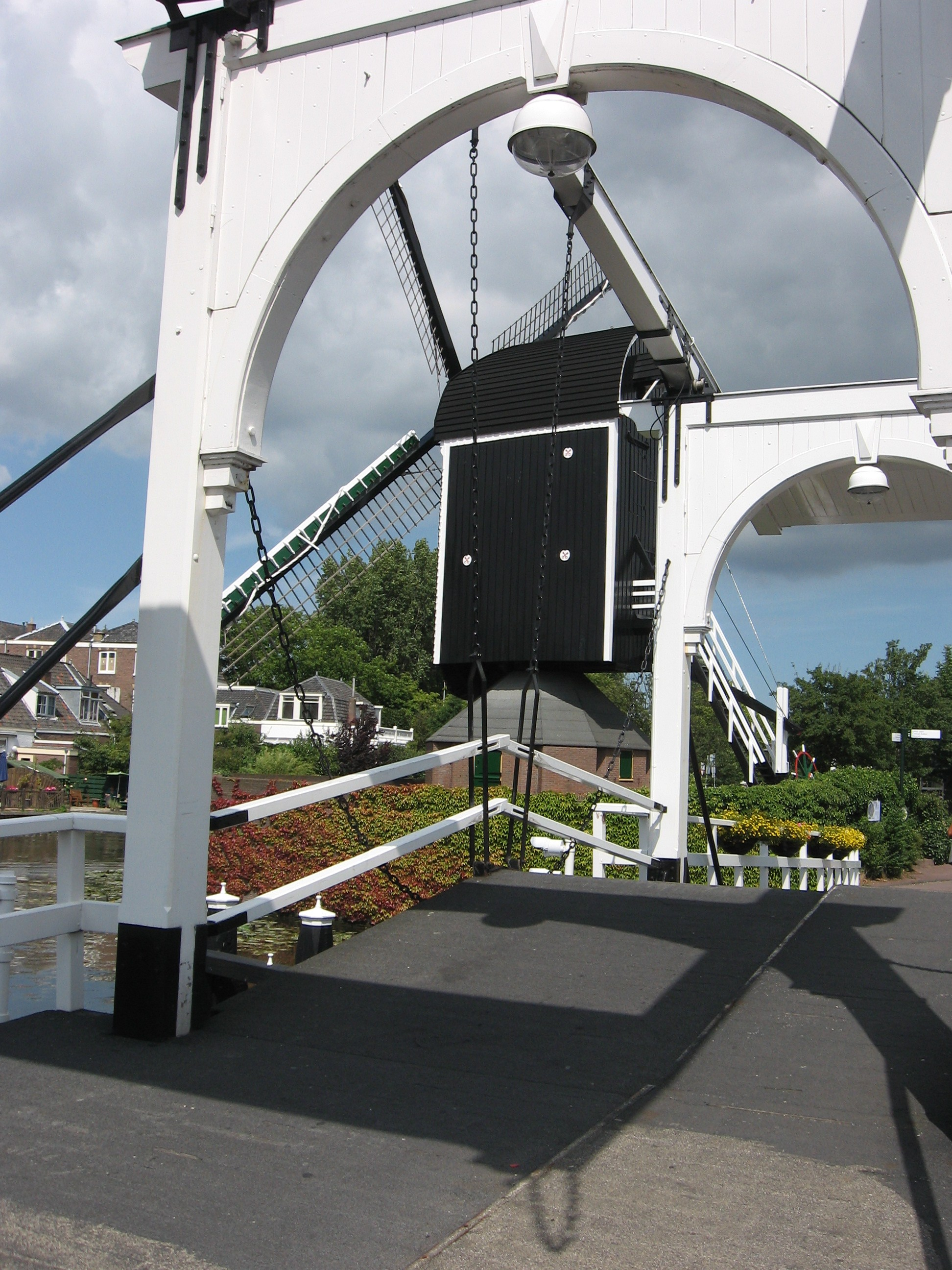
Sur le pont.
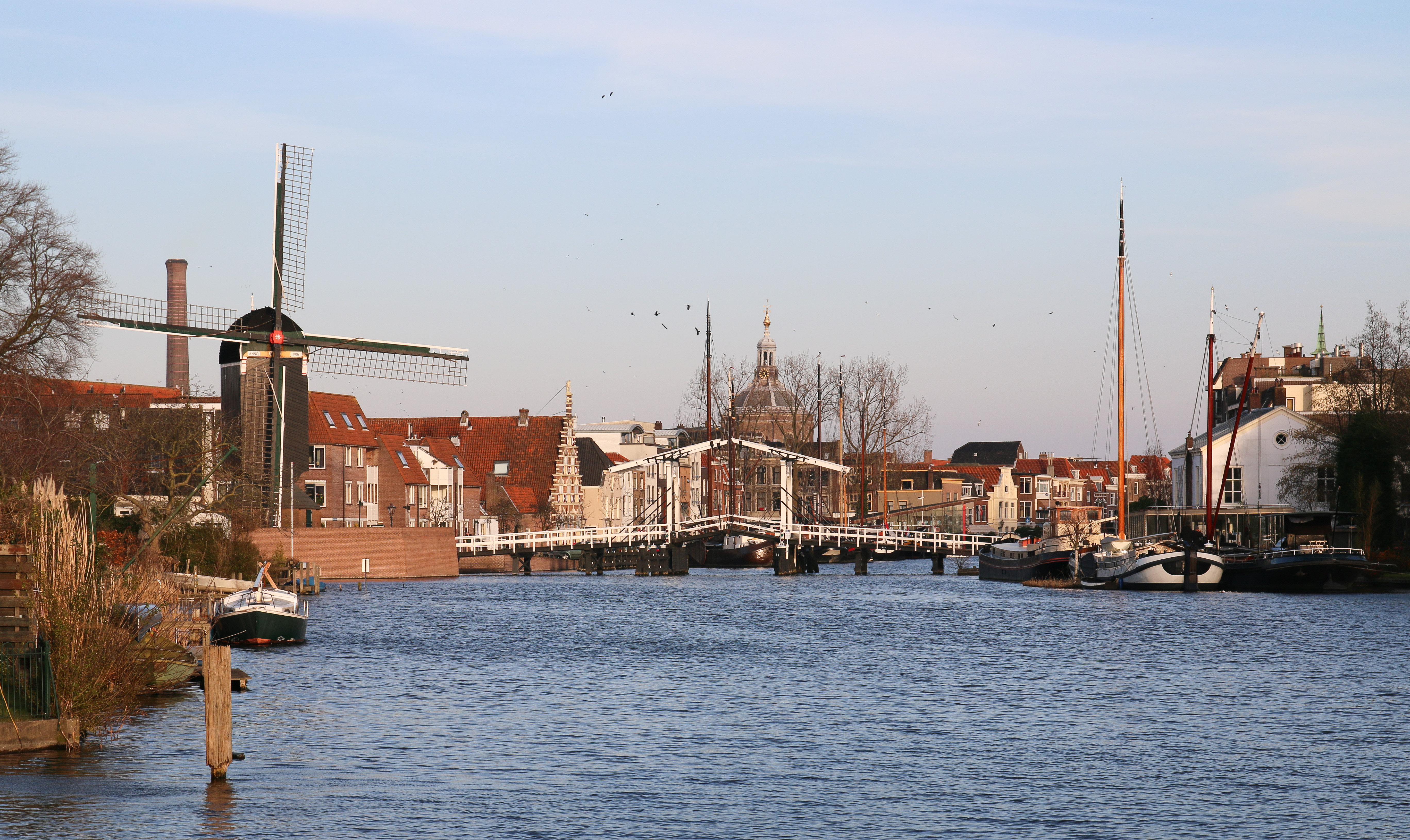
Panorama du pont sur le Galgewater.

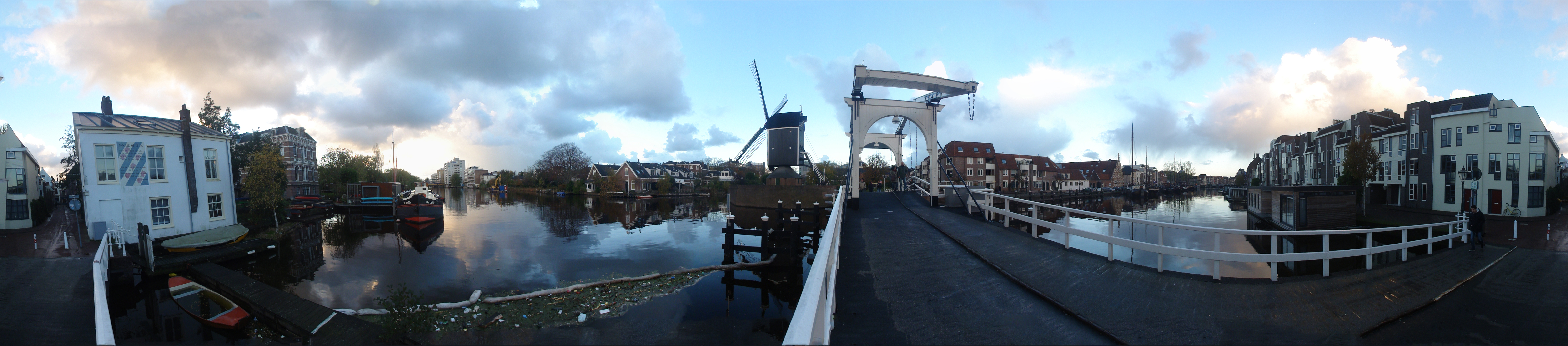
Panorama du pont sur le Galgewater.